# Kaokochloa
Kaokochloa is een geslacht uit de grassenfamilie (Poaceae). De enige soort uit dit geslacht (K. nigrirostris) komen voor in Zuid-Afrika.